# 91
Cette page concerne l'année 91  du calendrier julien. Pour l'année 91 av. J.-C., voir 91 av. J.-C. Pour le nombre 91, voir 91 (nombre).
L'année 91 est une année commune qui commence un samedi.

## Événements
- Les Chinois lancent un raid jusqu'à l'Orkhon. La famille du roi des Xiongnu est faite prisonnière et un nouveau Chanyu est désigné[1].
- Les villes rebelles du nord du bassin du Tarim, Koutcha, Aksou et Tourfan, privés du secours des Xiongnu et des Kouchans, se soumettent à Ban Chao[1].